# داغمار هولزنبرغ
داغمار هولزنبرغ (بالألمانية: Dagmar Hülsenberg)‏ (2 كانون الأول-1940 – زوننبرغ)، عالمة مواد وأستاذة جامعة.
أصبحت في عام 1975 وفي عمر 34 عاماً، أصغر أستاذة جامعية في جمهورية ألمانيا الديمقراطية. بحلول ذلك الوقت، كانت قد تميزت بحصولها على شهادة دكتوراه في اختصاصين مختلفين: الاقتصاد ومحاسبة التكاليف، والهندسة وعلم المواد (1970).

## الحياة
ولدت داغمار هينز بعد بداية الحرب العالمية الثانية في زوننبرغ، بلدة صغيرة وسط جنوب ألمانيا، تقع بين فوغتسبورغ ولايزبيغ، وقبل أن يصبح عمرها ثلاث سنوات قُتل والدها في المعركة. عملت والدتها في صنع القبعات.
بحلول الوقت الذي أنهت فيه دراستها بنجاح كانت قد انتهت الحرب. في أيار 1945، وبعد أن انتهى الجيش من إعادة تموضعه أصبحت زوننبرغ على حدود منطقة الاحتلال السوفييتي فيما تبقى من ألمانيا. أُعيد تأسيس المنطقة بأكملها باسم جمهورية ألمانيا الديمقراطية في تشرين الأول من عام 1949.
بدأت هينز في فترة نهاية الخمسينيات 1950 تدريباً مهنياً للعمل بوصفها فني سيراميك وفخار، وصرّحت لاحقاً بأنها أرادت بالفعل أن تصبح خبيرة اقتصادية، ولكنها لم تستطع الحصول على مكان للدراسة. في عام 1960 وبدعم من مديرها في مصنع السيراميك، تمكنت من الحصول على مكان في جامعة فرايبرغ للتعدين والتكنولوجيا حيث درست التعدين السليكاتي وحصلت على إجازة فيه عام 1965. وحصلت عندها على منصب في الجامعة بمثابة مساعد باحث وبدأت العمل على الدكتوراه.
خلال الستينيات 1960، تزوجت من الخبير الاقتصادي فريدر هولزنبرغ. في هذا الوقت كان هولزنبرغ يؤلف كتاباً وقد قرأت له زوجته المسودات. ونبهته إلى وجود عدم تناسق مهم في النص الذي كان ملتزماً بمناقشته مع زميله المؤلف المشارك، الخبير الاقتصادي والأستاذ الجامعي أوتو غالين مولر. كانت إحدى النتائج التي أثمرت عن النقاشات أن داغمار هولزنبرغ أتقنت بسرعة الأجزاء المتعلقة بالمنهج الاقتصادي، وحصلت في عام 1969 على شهادة دكتوراه من جامعة فرايبورغ في الاقتصاد عن أطروحة بعنوان «تحديد العدد الأمثل لمراكز التكلفة وعناصر التكلفة مع الإشارة إلى تجميع الأخطاء».
حصلت بعد سنة في عام 1970، على رسالة دكتوراه ثانية، ولكن هذه المرة في علوم المواد وكان عنوان أطروحتها "تشوه المواد غير المتجانسة بسبب الحرارة العالية، موضَّحاً باستخدام الطين المقاوم للحرائق (الطين الحراري)”. انتقلت عام 1970 إلى وزارة الصناعات الخفيفة ولاحقاً إلى وزارة صناعات الزجاج والسيراميك حيث شاركت في إعداد الخطة الوطنية للعلوم والتكنولوجيا. بالعودة إلى ذلك قالت إنها لم تستمتع بالعمل في الوزارات وخمس سنوات كانت كافية. عادت هولزنبرغ مجدداً إلى المجال الأكاديمي عندما قبلت بمنصب الأستاذية في قسم "التكنولوجيا ومواد السيراميك والزجاج" الذي أنشئ حديثاً في أكاديمية إلميناو التقنية في تورنيجيا. في الوقت الذي كانت فيه أصغر أستاذة جامعية في البلد، ودامت فترة عملها طوال فترة جمهورية ألمانيا الديمقراطية، منتهيةً في عام 2007.
عملت داغمار هولزنبرغ عضوًا في قنصلية البحث الوطنية منذ عام 1984 حتى عام 1990. ترأست لجنة الخبراء التقنيين للسليكات بين عامي 1976 و1987 لمجلس FDGB (اتحاد النقابات الألمانية الحرة) للتكنولوجيا، ومن عام 1987 حتى عام 1992 عملت باعتبارها آخر رئيسة للمجلس التكنولوجي، خلفًا لمانفريد شوبير الذي توفي في عمر صغير. أصبحت عضواً مشاركاً في الأكاديمية الألمانية الوطنية للعلوم في عام 1986 المتركزة في لايزبيغ منذ عام 1986، وأصبحت عضواً في المجلس في عام 2004. وهي عضو في جمعية السيراميك الألمانية والجمعية التكنولوجية الألمانية للزجاج وفي الأكاديمية الألمانية للعلوم والهندسة.

## الاهتمامات البحثية
1. البنية الدقيقة للزجاج الحساس للأشعة فوق البنفسجية.
2. الهيكلة الدقيقة للزجاج بتقنية السحب.
3. تصنيع مساحيق الأكسيد المغناطيسي الدقيقة والدقيقة جداً.
4. مركبات الزجاج.
5. إنتاج مواد السيراميك الزجاجي.
6. الهيكلة الدقيقة لألواح الطباعة الزجاجية كأدوات لطباعة النقش.
7. زجاج الكوارتز.[6]